# Josef Kopallik
Josef Kopallik, česky též Josef Kopalík (8. května 1849, Vídeň – 21. září 1897 Kvarnerský záliv, při potopení lodí Ika nedaleko Rijeky) byl římskokatolický kněz, badatel v oblasti církevních dějin a profesor na teologických fakultách v Olomouci a ve Vídni.

## Životopis
Josef Kopallik byl bratrem malíře Franze Kopallika (1860–1931). Po studiích teologie ve Vídni byl v roce 1872 vysvěcen na kněze a nejprve působil jako kaplan v dolnorakouském Wolkersdorfu, posléze jako představený vídeňského kněžského semináře, v roce 1878 získal doktorát z teologie. Na vídeňské univerzitě navštěvoval přednášky z historie, mimo jiné u Theodora von Sickela a Engelberta Mühlbachera. Roku 1882 se stal profesorem církevních dějin na olomoucké teologické fakultě, v akademickém roce 1885/1886 byl jejím děkanem, v roce 1886 začal vyučovat církevní dějiny ve Vídni, kde byl i děkanem teologické fakulty (1888/1889, 1895/1896). Byl odborně publikačně činný, jeho nejdůležitějším dílem je regestář vídeňského diecézního archivu.
Utopil se 21. září 1897 při námořním neštěstí u Rijeky.

## Dílo
- Kopallik Joseph, Vorlesungen über die Chronologie des Mittelalters, Wien, St. Norbertus 1885.
- Kopallik Joseph, Historia ecclesiae catholicae, 1-2, Olomouc 1884.
- Kopallik Joseph, Regesten zur Geschichte der Erzdiöcese Wien:
  - 1. Regesten zur Geschichte der aufgehobenen Klöster Wiens, Wien 1890.
  - 2. Regesten zur Geschichte der Bischöfe und Erzbischöfe Wiens, Wien 1894.
  - 3. Regesten zur Geschichte der Pfarreien 1., Wien 1898.
- Kopallik Joseph - Holzland Heinrich, Geschichte des Franciscaner-Conventes in Wien, Wien 1894.